# Castelnuovo Parano
Castelnuovo Parano é uma comuna italiana da região do Lácio, província de Frosinone, com cerca de 876 habitantes. Estende-se por uma área de 9 km², tendo uma densidade populacional de 97 hab/km². Faz fronteira com Ausonia, Coreno Ausonio, Esperia, San Giorgio a Liri, Vallemaio.

## Demografia
| Variação demográfica do município entre 1861 e 2011                               |
|                                                                                   |
| Fonte: Istituto Nazionale di Statistica (ISTAT) - Elaboração gráfica da Wikipedia |